# Varaha Upanishad
Varaha Upanishad (en sánscrito: वराह उपनिषत्, "jabalí") es un Upanishad menor del hinduismo creado entre los siglos XIII y XVI de la era común. Escrito en sánscrito, se encuentra enlistado como uno de los 32 Upanishads de Krishna Yajurveda y clasificado como uno de los 20 Upanishads de Yoga.
El texto contiene cinco capítulos, está estructurado en forma de discusión entre Vishnu, en su avatar Varaha (jabalí), y el sabio Ribhu. La discusión cubre los temas: Tattvas, la naturaleza y relación entre el alma individual (Ser, Atman), la Realidad Última (Brahman), las siete etapas del aprendizaje, las características de Jivanmukti (sentido interior de libertad mientras se vive), y los cuatro tipos de Jivanmuktas (personas liberadas). El último capítulo está dedicado al Yoga; sus metas y métodos.
Como Upanishad es parte del corpus de la literatura Vedanta y presenta conceptos filosóficos del hinduismo. El Varaha Upanishad enfatiza que para que un ser humano se libere de la tristeza y del miedo, requiere conocer la naturaleza no dualista de la existencia, la unidad entre el Ser, Brahman y Vishnu, y el rol del Yoga en la autoliberación. Además enlista diez Yamas (virtudes) esenciales para la liberación del alma: la no violencia, satya, asteya, brahmacharya, compasión, rectitud, kshama, no hipocresía, mithara y shaucha. El Jivanmukta se describe como aquel cuyo estado interior no es afectado por la felicidad ni por el sufrimiento infligido, no se encoge por miedo al mundo ni el mundo se encoge de miedo por él y su sentido de calma y satisfacción interior está libre de ira y miedo y siente júbilo hacia los demás.

## Etimología y antología
Varaha significa jabalí y se refiere a la encarnación de Vishnu como uno de estos animales en la mitología india. El término Upanishad indica que es conocimiento o "doctrina secreta" perteneciente al corpus de la literatura Vedanta, presenta conceptos filosóficos del hinduismo y es considerado el más alto propósito de los Vedas. También es conocido como Varahopanishad.
Se encuentra enlistado como el texto número 98 en la antología moderna que se compone de 108 Upanishads. Escrito en sánscrito, es considerado uno de los 32 Upanishads del Krishan Yahurveda o Yajurveda Negro. En su clasificación como Upanishad de Yoga se ponen en duda autor, autenticidad y la fuente de su texto hindú; se trata también de un Upanishad tardío; no estuvo enlistado en la antología de Upanishads publicada en el siglo XVII por Dara Shikoh, tampoco en la del siglo XIX publicada por Henry Thomas Colebrooke ni en las compilaciones de Narayana.

## Cronología
El texto comienza reconociendo al Itihasa (Epopeyas, Ramayana y Mahabharata) y otros textos de la era posvédica implicando entonces que fue compuesto en la era actual. Incorpora términos como Yogi Siddhi lo que sugiere que, del mismo modo que otros Upanishads de Yoga, fue compuesto después de los Sutras de Yoga de Patanjali y otros principales textos de Yoga. Incorpora también secciones de terminología tántrica como Chakra y Nādi en su discusión sobre Laya, Mantra y Hatha Yoga. Según Antonio Rigopoulos, profesor de Indología en la Universidad Ca 'Foscari de Venecia, los Upanishads de Yoga menores fueron registrados en el periodo medieval de las tradiciones indias con raíces de Advaita y Yoga, posiblemente en la mitad del segundo milenio d. C.; aunque bien pueden representar ideas y prácticas ya establecidas antes del periodo épico y medieval dado su uso de conceptos y terminología enraizados en textos de la era védica del primer milenio a. C., tales como pranava, Atman y Brahman.
Este texto fue compuesto posiblemente entre los siglos XIII y XVI.

## Contenido

### Estructura
El sabio Ribhu, después de practicar Tapas por 12 largos años deva (años divinos), es visitado por Vishnu en su avatar Varaha; este último le pregunta a Ribhu qué bendición le gustaría recibir. Ribhu rechaza cualquier placer terrenal y le pide a Vishnu que le explique "la ciencia de Brahman, la cual trata de tu naturaleza y el conocimiento que conduce a la salvación". A partir de este punto el Upanishad está estructurado como un sermón entre Varaha y el sabio Ribhu. Contiene cinco capítulos con un total de 247 versos.

### Tattvas
En el capítulo uno de este texto, Varaha le habla primero a Ribhu sobre la ciencia de Tattvas, que significa "principios". Varaha es quien elabora los Tattvas y diferentes maestros le atribuyen un número de 24, 36 e incluso 96 Tattvas.
En los Tattvas, afirma Varaha, están incluidos los cinco órganos sensoriales, cinco órganos de acción, cinco aires vitales esenciales para un cuerpo viviente (Prāna, Apāna, Udāna, Samāna y Vyāna), cinco principios rudimentarios de percepción y facultades de conocimiento: Manas (mente), que produce cierto conocimiento; Buddhi (inteligencia), el cual conduce a cierto conocimiento; Chitta (conciencia emocional), produce dudas y fluctuaciones en el conocimiento; y Ahankara (ego), el cual produce egoísmo. Estos 24 Tattvas se establecen el texto.
Algunos eruditos, afirma Varaha, expanden la lista de Tattvas del cuerpo humano a 36 al incluir los cinco elementos: tierra (Prithvi), aire (Vayu), agua (Ap), éter (Akasha) y fuego (Agni); los tres cuerpos: el grueso, el sutil y el causal (Karana); los tres estados de conciencia: despierto, soñando y durmiendo sin soñar; y un jiva (alma). Después, Varaha describe cómo la lista de Tattvas aumenta a 96 en los versos 1.8 y 1.14. Éste incluye las seis etapas de cambios ("existencia, nacimiento, crecimiento, transformación, decaimiento y destrucción"), seis males o "dolencias": hambre, sed, sufrimiento, ilusión, envejecimiento y muerte; koshas o seis envolturas: "piel, sangre, carne, grasa, médula y huesos"; seis adversidades o enemigos del cuerpo: "anhelo, ira, ansia, arrogancia y malicia"; tres aspectos de jiva: Vishva (mundo), Taijasa (dotado de luz) y Prajna (dentro de la naturaleza de la realidad); tres Gunas o cualidades: Sattva, Rajas y Tamas; tres tipos de Karmas: Prarabdha (karma pasado ahora siendo disfrutado), Sanchita (karma pasado por disfrutar) y Agamin (karma presente que se disfrutará después); cinco acciones: hablar, levantar, caminar, excretar y disfrutar; y Tattvas de pensamiento, certeza, egoísmo, compasión, amabilidad, anticipación, simpatía e indiferencia. Para completar la lista de 96, Varaha añade a Dik o los cuatro cuartos, a todas las deidades védicas que son parte del cuerpo humano, es decir: Vayu (aire, oreja), Sol (luz, ojo), Varuna (agua, lengua), Ashvini Devas (nariz), Agni (fuego), Indra, Upendra y Mrityu (muerte), a la luna, al Brahma de cuatro caras, a Rudra, Kshetrajna (el conocedor consciente del cuerpo) e Ishvara.
Vishnu, como Varaha, afirma en los versos 1.15 al 1.17 que él es "el mismísimo agregado de estos 96 Tattvas" y que aquellos que lo veneren en su avatar Varaha y conozcan estos 96 Tattvas, removerán su Ajnana (ignorancia) y lograrán la salvación sin importar en qué orden de vida se encuentran, si tienen la cabeza rapada, llena de cabello o con sólo un mechón de éste.

### Brahmavidya
Varaha, en los 83 versos del capítulo dos explica a Ribhu qué es y cómo lograr el más exaltado conocimiento de Brahmavidya. Le dice que los cuatro medios de este conocimiento son: practicar la conducta del Varna (casta) y Ashrama (etapas de la vida) de uno, la austeridad ascética y obtener la ayuda de un Gurú (maestro espiritual). Establece también que el camino hacia Brahmadivya es a través de la capacidad de distinguir entre lo efímero y lo eterno; y el desapego del mundo material hacia el mundo espiritual. Un anhelo sincero por la liberación espiritual y seis cualidades virtuosas (shama) son esenciales para lograr el Brahmadivya, afirma el Upanishad; éstas son: tranquilidad, dominio de sí mismo, trabajar sin ansia de recompensas, resistencia, fe y meditación. En el verso 2.4, Varaha establece que aquellos que conocen de Brahman y Atmanon son realmente bendecidos, y se han vuelto uno con ellos.
Ribhu pregunta entonces a Varaha: "Haber nacido como ser humano que es también hombre y Brahmin, es difícil, un yogi que ha estudiado el Vedanta, pero no conoce la forma de Vishnu ¿cómo puede tal ignorante ser liberado?"
Varaha le responde en los versos 2.7 al 2.9, que sólo él es la Dicha Suprema, que aparte del Atman (alma) no existe ningún Ishavara o mundo fenoménico. Aquellos que conocen su Atman (alma) no tienen nociones de Varna (casta) o Ashrama (etapas de la vida); ven a Atman como Brahman, se vuelven Brahman y alcanzan la salvación (Moshka) sin siquiera buscarla. Aquello que es de la naturaleza de la Verdad, Conocimiento, Dicha y Plenitud, establece el Varaha Upanishad en el verso 2.16, se posiciona más lejos de Tamas (oscuridad, destrucción, caos).
Varaha establece que a lo que aspira uno es parte de Su propia "luz", la cual todo lo abarca. Como Atman, autorrefulgente, Varaha establece que Brahma-Jnanis son aquellos que no ven nada más que el Brahman, y que son felices y contentos en el universo a pesar de estar sujetos al sufrimiento.

अज्ञस्य दुःखौघमयं ज्ञस्यानन्दमयं जगत्

अन्धं भुवनमन्धस्य प्रकाशं तु सुचक्षुषाम्

Para un hombre ignorante, el mundo está lleno de miseria; mientras que, para un hombre sabio, está lleno de dicha.

Para un hombre ciego, el mundo es oscuro; mientras que, para un hombre de visión, es brillante.
Varaha Upanishad2.22

El Varaha Upanishad afirma la premisa no dualista de que Brahman y Atman son uno, y que aquellos que saben esto no temen, no sufren y poseen fortaleza. Él es Yo, dice Vishnu. "Conviértete en eso, Ribhu; Tú eres yo en realidad", sugiere Vishnu. Aquellos de alma elevada, los cuales tienen la firme convicción de que "Yo soy el Brahman", son los Jivanmukta, establece el verso 2.43 del texto.

#### Sankalpa
De acuerdo con el Upanishad, el universo entero evoluciona mediante Sankalpa (un pensar, proceso de ideación), uno se convierte en lo que uno piensa, la metafísica afecta a la física y es la ideación la que ayuda a retener las apariencias del mundo. Después de renunciar a este universo, que también es llamado Sankalpa, la mente meditabunda se debe enfocar en el Nirvikalpa (lo inmutable) o la parte inmutable (realidad metafísica). Varaha, en el verso 2.64, compara el samsara (ciclo de renacimiento) con el dominio del karma, uno que es como un sueño largo (swapna) referido como una ilusión, un mar de tristeza. Define jivanmukta como alguien que ha superado y alcanzado la liberación de este samsara a través del autoconocimiento.

#### Meditación
Varaha explica que a través de reverencias dirigidas hacia Él quien es encontrado en todo, y meditar por solo 48 minutos (un muhurtha), se expandirá la sabiduría al estado de Pratyagatman, el estado de Atman que es por siempre liberado. Significa vivir cerca de Jivatma (alma) y Paramatman (Alma Suprema).
El Upanishad establece que el conocimiento de Brahman resulta en saber la verdad espiritual en el camino del Paroksha (cognición indirecta), pero que Sakshatkara (realización directa) resulta de conocer que su propia alma es Brahman. Y cuando un practicante de Yoga se convierte en un Jivanmukta (alma liberada), sabe que su Atman es la perfección definitiva. Para una persona iluminada que ha realizado Brahman, las palabras "esclavitud" y "moshka" significan "mío" y "no mío". "Mío" está ligado a la persona, pero "no mío" se relaciona con alguien liberado de todo pensamiento y conoce a Atman.

#### Samadhi
En los versos 2.75 al 2.87, el Varaha Upanishad define la meta del Yoga y el significado de Samadhi como lo siguiente:

La Unidad del Atman y la mente se logra a través del Yoga.

La Unidad se dice que es lo que Samadhi es.
Varaha Upanishad2.75

El estado de Samadhi, explica, es similar a la sal disolviéndose en el agua y la calidad de unidad resultante.

### Vishnu es Shiva
En el capítulo tres continua el sermón de Vishnu a Ribhu, el cual le dice a Ribhu que "debe desarrollar la convicción de que él mismo es Existencia y Consciencia palpable, indivisible, sin contraparte, desprovista de toda visibilidad, sin padecimientos, sin imperfecciones, el Shiva sin doble". El texto reafirma su no dualismo en este capítulo, añadiendo que bhakti para Vishnu, es el camino para liberar conocimiento de Brahman. En los versos 3.14 al 3.15, afirma que todos somos iguales ante los ojos de dios, no hay diferencia entre las formas vivientes y los seres humanos basados en la ley, la familia, la casta o el clan; y que todos son una sola Verdad y Brahman Absoluto. El tema de "Vishnu es Shiva" y "todo es Shiva" se repite en el verso 4.32, que declara: "El Gurú es Shiva, el Veda es Shiva, el Deva es Shiva, el Señor es Shiva, Yo Varaha soy Shiva, todo es Shiva, aparte de Shiva no hay nada".
La Verdad Última, establece el texto, es aquella que siempre es, que preserva su naturaleza a través del tiempo y no es afectada por nada. El Atman, Brahman, "Chit, Sat y Ananda" y Janardhana (Vishnu) son tal Verdad, y son sinónimos. Algunos tratan de buscar Siddhis, afirma el Upanishad, a través de mantras, rituales religiosos, tiempo, habilidad, medicina o riqueza, pero tales Siddhis son fugaces e infructíferos. Sé un Atmajnani (alguien con autoconocimiento) a través del Yoga, dice Vishnu a Ribhu, y tal persona, Siddhis, no tendrá importancia.

### Siete etapas de conocimiento
El Varaha Upanishad, en el capítulo cuatro, establece que los individuos ganan conocimiento a través de siete etapas. Primero, uno debe tener el deseo virtuoso de aprender, descubrir (Subh-echchha). La segunda etapa es indagación e investigación (Vichārana). Discernimiento y adelgazamiento de la mente hacia otros objetos (Tanumanasi) es la tercera etapa. La cuarta etapa es armonía, unión creativa con el sujeto de conocimiento (Sattva-patti). Desapego de todo lo demás (Asamsakti) es la quinta etapa. Análisis conceptual y ganancia completados, y significado correcto del tópico (Pad-artha-bhavana) es la sexta etapa. La séptima y última etapa es Turiya o la consciencia completa.
El texto establece que AUM es un medio para meditar sobre la naturaleza de Atman y Brahman, donde "A" representa Akara y Visva, "U" representa a Ukara y Taijasa y "M" representa a Makara y Prajna. El Ardhamatra que sigue a AUM representa a Turiya.

#### Las características de un Jivanmukta
El Varaha Upanishad, en una manera similar a muchos textos antiguos y de la era medieval hindú, discute el moksha en esta vida (en lugar de en la vida después de la muerte) o Jivanmukti, llamando Jivanmukta a aquellos que han alcanzado tal estado (persona autorrealizada). Los versos 4.21 al 4.30 describen las características de un Jivanmukta; Ayyangar y Aiyar establecen lo siguiente:
- Aquel que está absorto en los caminos del mundo, pero que su mente es estable, como éter, se dice que es un Jivanmukta.
- Aquel cuyo resplandor mental no asciende ni se pone, cuyo estado interior no es afectado por felicidad ni por miseria infligida, se dice que es un Jivanmukta.
- Aquel que está despierto mientras permanece dormido, cuyo estado de alerta mental está desprovisto de impresiones, es conocido como Jivanmukta.
- Aquel que responde a influencias tales como odio, miedo y amor, no obstante, su corazón permanece puro como Akasha (éter, espacio), se dice que es un Jivanmukta.
- Aquel cuya actitud es no estar atado a nada, cuyo intelecto, ya sea activo o pasivo, nunca es nublado, es un Jivanmukta.
- Aquel que no se encoge de miedo al mundo, ni el mundo se encoge de miedo a él, quien es libre de ira, miedo y júbilo, es un Jivanmukta.
- Aquel cuya mente no está agitada, aunque participa en el mundo; quien descansa en estado de calma y consciencia absoluta sin importar nada, es conocido como Jivanmukta.

Otros Upanishads desarrollan más estas ideas y con mayor profundidad, aunque incluyen conceptos y características similares a este texto.

### Yoga

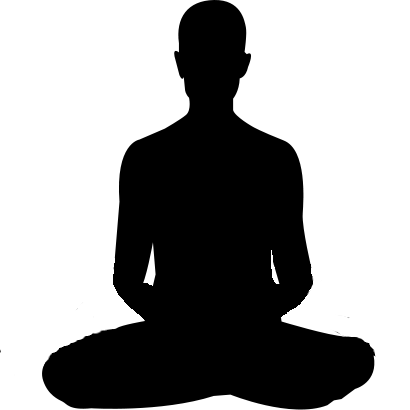
El quinto capítulo del Varaha Upanishad discute la meditación y el Yoga.

El capítulo cinco del Varaha Upanishad está dedicado al Yoga. Se estructura como una discusión entre Ribhu y su estudiante Nidagha. Hay tres tipos de Yoga, según el texto, y estos son Laya (suave), Mantra (místico) y Hatha (medio), recomendando Hatha Yoga como el principal de los tres. Discute varios aspectos del Yoga, desde recomendar que el alimento saludable debe ser comido en cantidades moderadas, en pequeñas porciones, varias veces al día; hasta recomendar que el Yoga no debe ser ejecutado cuando uno no se siente bien o está muy hambriento. La meta del Yoga, dice Varaha, es múltiple, incluye el ganar fortaleza y flexibilidad corporal, la adquisición de conocimiento del propio cuerpo y sus auras, meditación y conocimiento del Ser (alma).

#### Axiología: Yamas y Niyamas
La axiología en el Varaha Upanishad es presentada en el capítulo cinco como diez Yamas y diez Niyamas. Esta lista es similar a la encontrada en otros textos de Yoga como el Shandilya Upanishad y el Svātmārāma:
1. Ahiṃsā (अहिंसा): no violencia
2. Satya (सत्य): veracidad
3. Asteya (अस्तेय): no robar
4. Brahmacharya (ब्रह्मचर्य): celibato cuando se es soltero, no engañar a la pareja de uno[45]
5. Kṣamā (क्षमा): perdón[49]
6. Dhṛti(धृति): fortaleza
7. Dayā (दया): compasión[49]
8. Ārjava (आर्जव): no hipocresía, sinceridad[50]
9. Mitāhāra (मितहार): dieta medida
10. Śauca (शौच): pureza, aseo

El Varaha Upanishad, junto con el Shandilya, sugiere diez niyamas en el sentido de deberes positivos, comportamientos deseables y disciplina. La lista axiológica de observancias del Varaha en el capítulo cinco, incluye:
1. Tapas: persistencia, perseverancia en los propósitos de uno, austeridad penitenciaria[53][54]
2. Santosa: contento, aceptación de los otros y de las circunstancias de uno tal como es, júbilo
3. Āstika: fe en el Ser Real (jnana yoga, raja yoga), creer en dios (bhakti yoga), convicción en los Vedas/Upanishads (escuela ortodoxa)
4. Dāna: generosidad, caridad, compartir con otros[55]
5. Īśhvarapraṇidhāna: Veneración de Ishvara (Dios / Ser Supremo, Brahman, Ser Verdadero, Realidad Inmutable)[56]
6. Siddhānta Shrāvana : escuchar a las antiguas escrituras, textos sobre ética, valores y principios
7. Hrī: remordimiento y aceptación del pasado de uno, modestia, humildad[57]
8. Mati: pensar y reflexionar para entender, reconciliar ideas conflictivas[58]
9. Japa: repetición de un mantra, recitar rezos o conocimiento[59]
10. Vrata: mantener promesas, rituales de ayuno, peregrinación de observación y yajna

#### Yogasanas

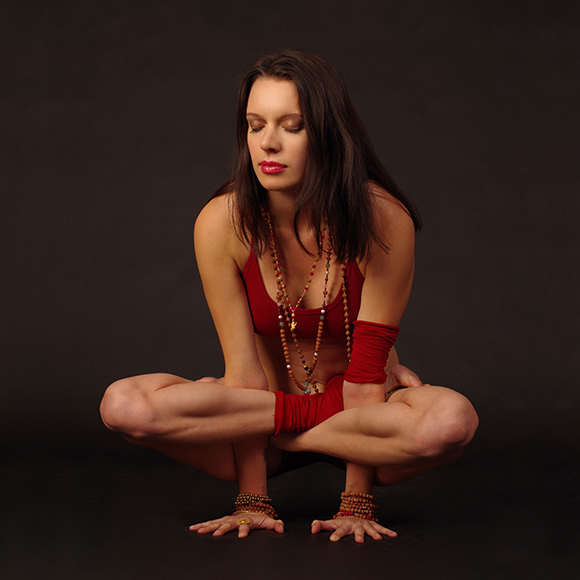
Kukkutasana (postura del Gallo) es mencionada en este texto.

El Upanishad menciona once asanas (posturas de Yoga), de las cuales dos pertenecen a posturas fisiológicas: el Pavo real y el Gallo. Describe también la posición meditativa de Sukhasana.
Varaha da un símil de una artista practicando danza para una orquesta, balanceando un recipiente sobre su cabeza. Ella está enfocada solamente en la estabilidad de la olla, de la misma manera que un practicante de Yoga siempre contempla el Brahman. La práctica de Yoga debe estar centrada en el "sonido espiritual" solamente. La inmersión y autoabsorbimiento en la música es una forma de Yoga. Varaha alienta la introspección y afirma que una persona que discierne sus propios errores, será libre de apego en la vida.

#### Kundalini
Varaha dice enfáticamente que Kundalini, o energía corporal, es el poder último de verdad. Más adelante se establece que prana, la fuerza vital, existe en el Nadis (canales, pipas o tubos), el cual corre a través del cuerpo, emanando de la planta del pie y llegando hasta el cráneo. Se dice que los seis Chakras, empezando con Muladhara, son el asiento de Shakti. Se dice que desde el cuello hasta la coronilla, es el asiento de Shambu.